# Brödrost

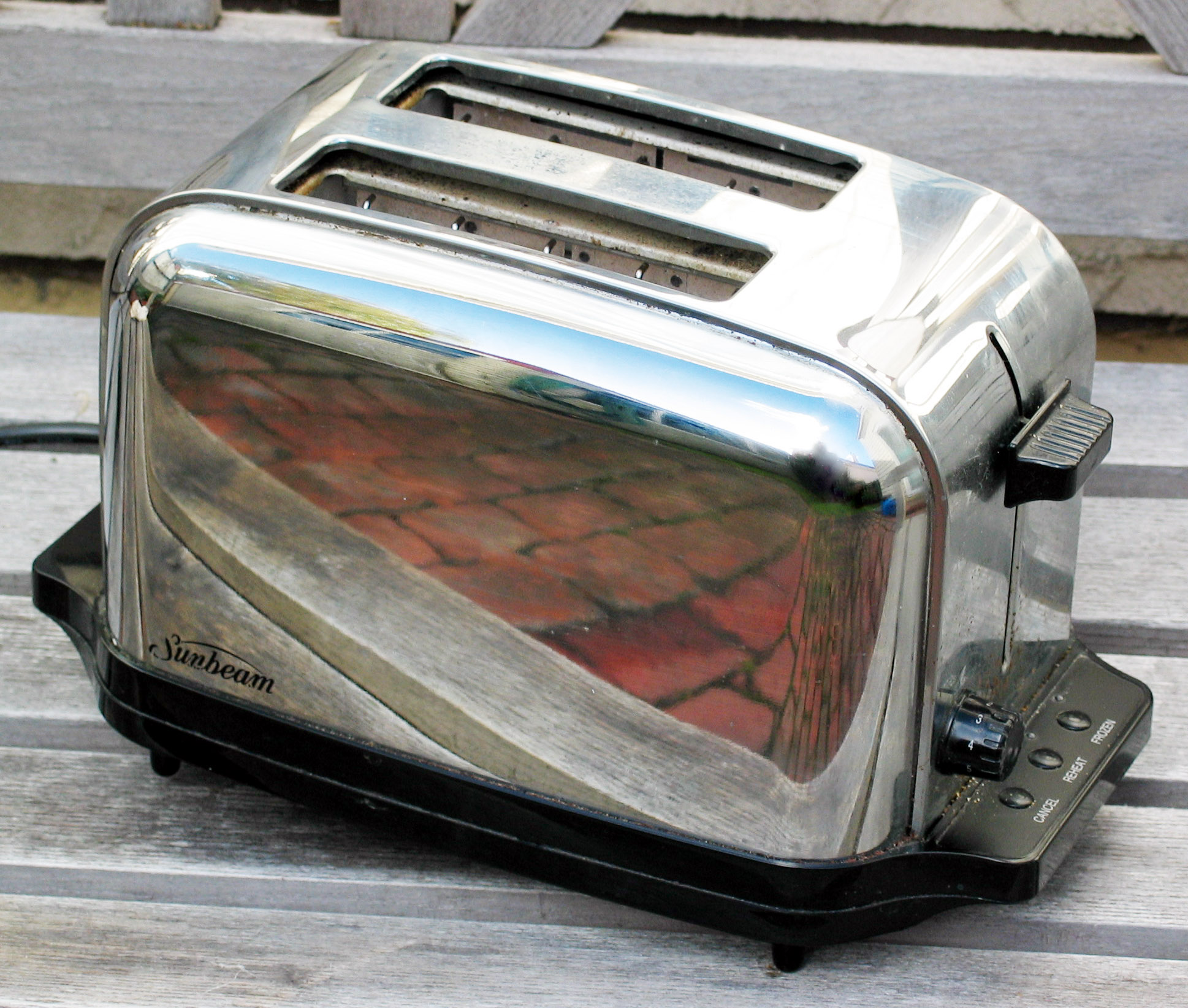
En brödrost.

Brödrost är en elektrisk apparat som värmer upp bröd och skapar rostat bröd. Oftast används vitt bröd såsom formfranska till detta. Brödet får en lite mörkare yta som dessutom blir lite spröd efter att brödet är rostat. En brödrost har elektriska värmeelement bestående av glödande trådar som värmer upp brödet.

## Historia

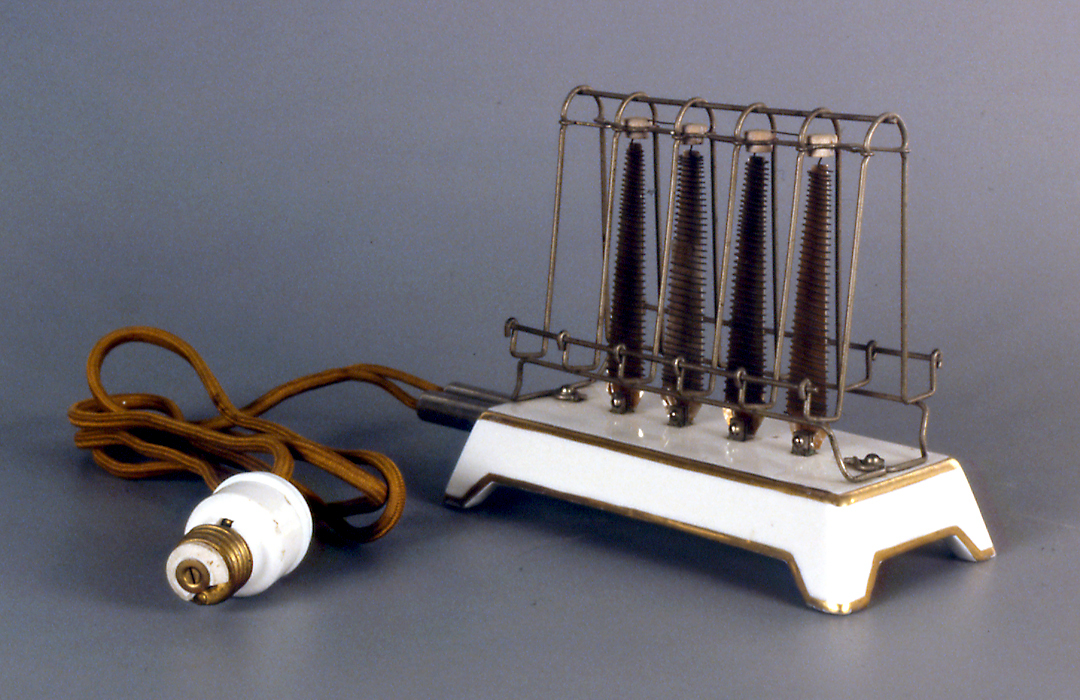
Äldre brödrost, General Electric D12, från runt 1910-talet.

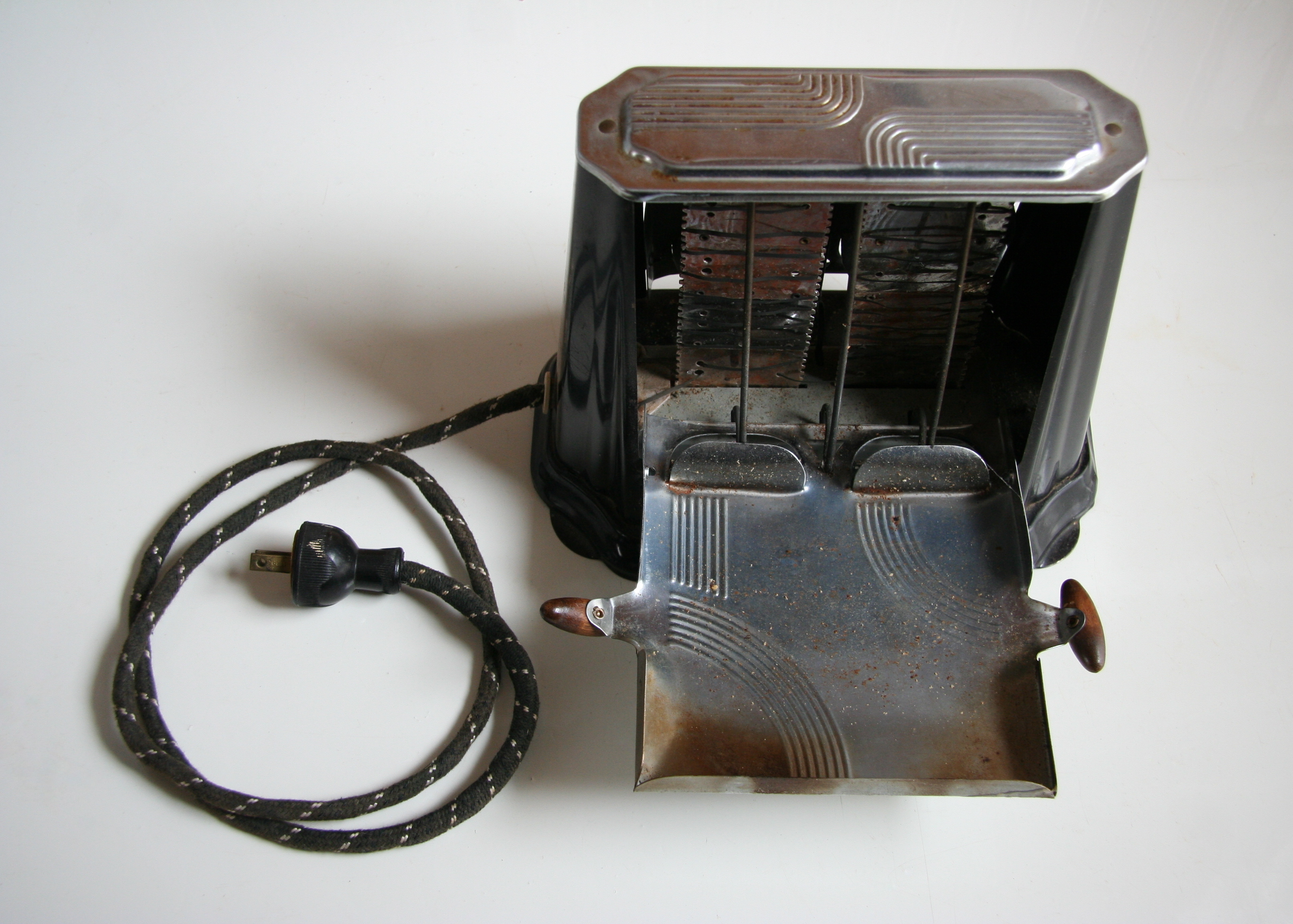
En äldre typ av brödrost där brödet kläms fast i luckor.

Den första elektriska brödrosten hette Eclipse och uppfanns 1893 av det brittiska företaget Crompton & Co.
År 1909 presenterade företaget General Electric modellen D12 som hade värmetrådar och öppna hyllor på sidorna, men där man själv fick vända på brödskivorna.
Den moderna brödrosten uppfanns av amerikanen Charles Strite från Minnesota. Han hade tröttnat på brända brödskivor och fick år 1919 patent på en brödrost med inbyggd timer som efter en viss tid stängde av värmeelementet och sköt ut brödet i en korg. Den första helautomatiska brödrosten började säljas några år senare. Den kallades Toastmaster 1-A-1 och drevs av en urverksmekanism. Samma urverk driver brödrosten Dualit Vario, som finns än idag.
Under trettiotalet utvecklades sedan den värmekänsliga katapultfunktionen som i Sunbeam T9 hade både "pop up" och "keep warm" som valmöjligheter. Sunbeam T9 skapades i USA av Ivar Jepson från Skåne, en formgivare som flyttade till Chicago på 1920-talet.

## Äldre brödrostar
I en äldre modell lade man brödskivorna på utsidan av brödrosten där de klämdes fast med ett par luckor, en på vardera sidan. När ena sidan var färdig så öppnade man luckan och vände och rostade den andra sidan. Risken för brända bröd och eldsvåda är överhängande med denna manuella hantering.

## Moderna brödrostar

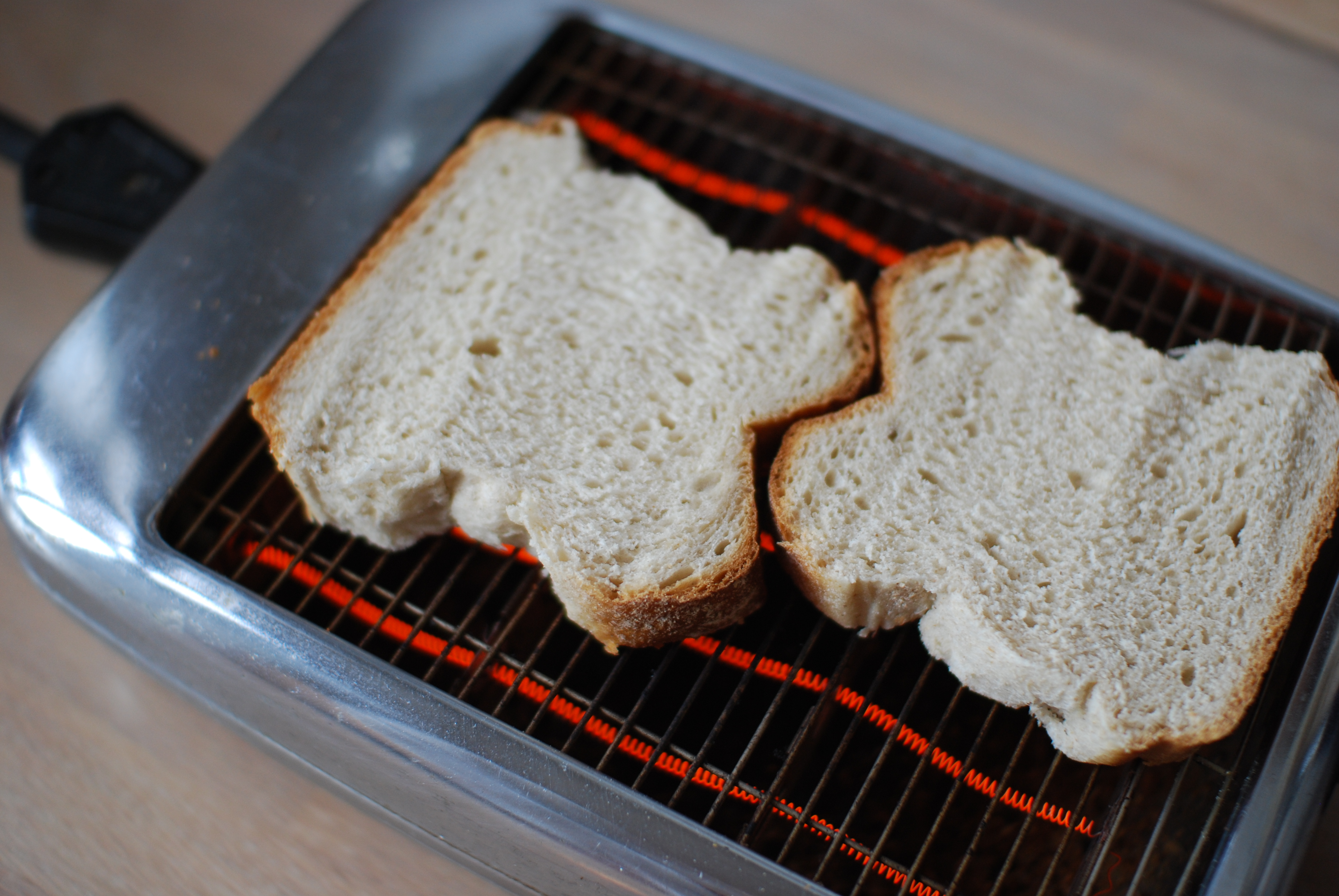
Brödrost av dansk typ.

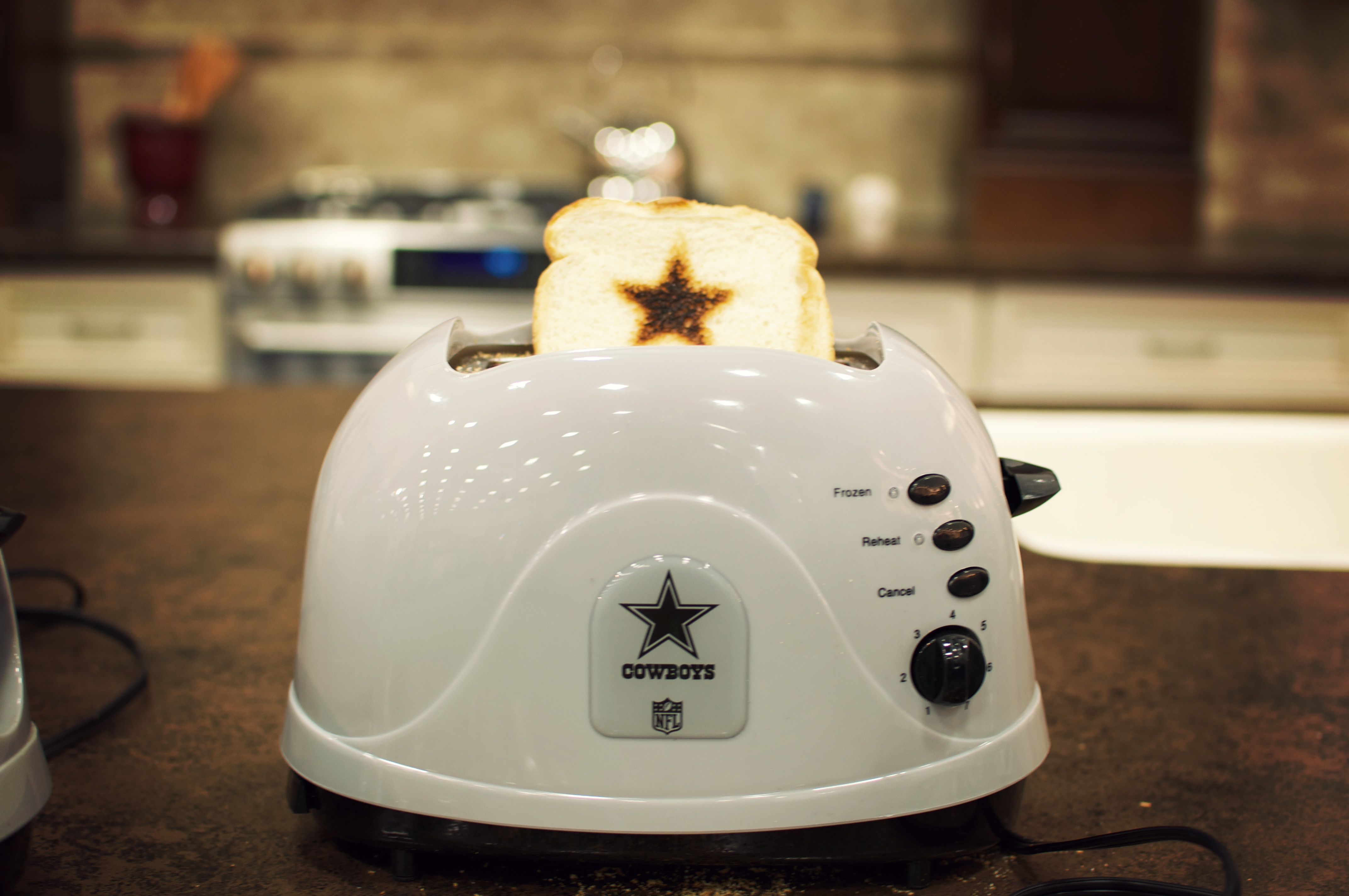
En modern brödrost som rostar in ett motiv i brödet.

Moderna automatiska brödrostar har oftast två springor för två eller fyra brödskivor. Brödskivans undersida står på en fjäderbelastad arm av metall som kan föras upp och ned med ett reglage på utsidan av brödrosten. När reglaget trycks ned förs brödskivan ned i brödrosten och samtidigt slår en strömbrytare till. En elektromagnet håller reglaget fast i sitt nedre läge. Efter en viss tid, vilken kan ställas in med en ratt utanpå brödrosten, stängs elektromagneten av, reglaget släpps, värmeelementen stängs av och brödskivan hoppar upp.
Nutida modeller har ofta upptiningsfunktion så att man kan rosta otinat bröd, och vissa har galler ovanpå för att värma upp och rosta till exempel bagels och tekakor.
I Danmark är en grilliknande brödrosttyp vanlig, där brödet läggs på ett galler ovanför en värmeslinga. Fördelen med denna typ av brödrost är att det även går att rosta bullar etcetera.
Det finns även brödrostar som rostar in ett motiv i brödet, exempelvis en logotyp.

## Energianvändning
Effekten hos en brödrost är ungefär 450 till 1 500 watt.

## Bildgalleri

Brödrost av märket Volta från 1915.
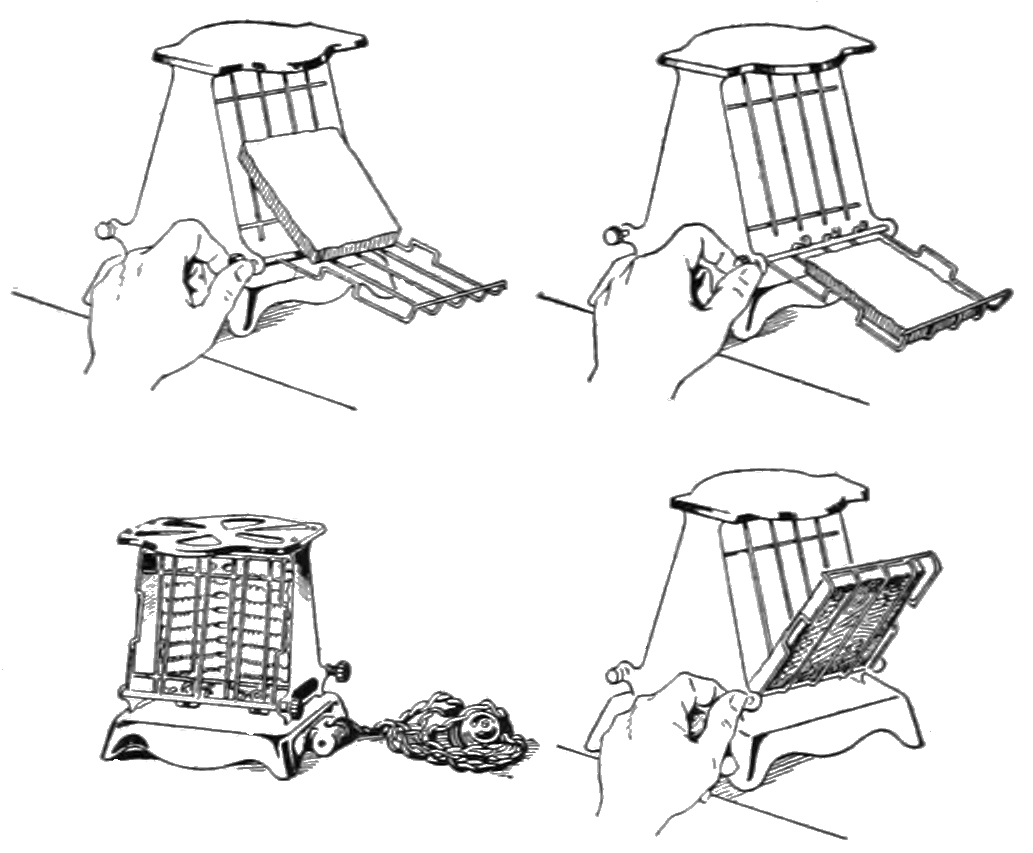
En skiss som visar mekanism i äldre brödrostar för att man inte skulle bränna fingrarna.
Brödrost innan elektriciteten.